# Anastassija Andrejewna Brjuchanowa

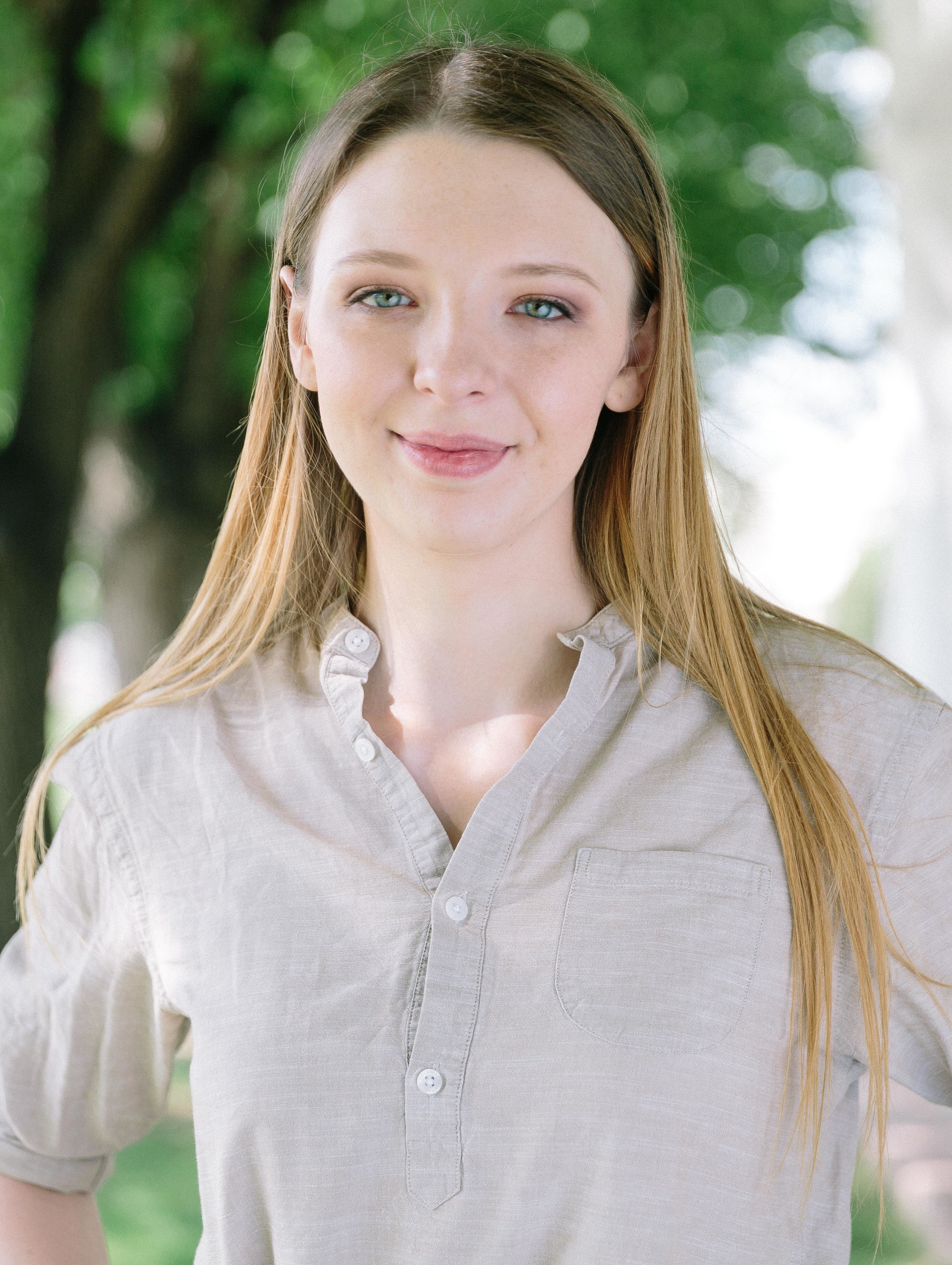
Anastassija Brjuchanowa

Anastassija Andrejewna Brjuchanowa (russisch Анастасия Андреевна Брюханова; * 1. September 1993 in Moskau, Russland) ist eine russische Oppositionspolitikerin. 
Anastassija Brjuchanowa ist eine ehemalige Gemeinderätin und ehemalige Leiterin der Kommission für Verbesserung und Wohnungs- und Kommunalwirtschaft beim Gemeinderat des Bezirks Shchukino in Moskau, Koordinatorin des Netzwerks lokaler Zweigstellen der gemeinnützigen „Stiftung Stadtprojekte“ und Autorin des YouTube-Kanals Obyektiv.
Im Jahr 2019 kandidierte sie für die Moskauer Stadtduma bei der Wahl zur 7. Einberufung, wurde aber von der Wahlkommission nicht zur Teilnahme zugelassen. Im Jahr 2021 nahm sie an der Wahl zur Staatsduma der VIII. Einberufung im Wahlkreis Leningradsky im Norden Moskaus teil.

## Biographie
Brjuchanowa wurde am 1. September 1993 geboren.
Sie studierte an der Abteilung für Industrieökonomie der Fakultät für Ingenieurwesen und Wirtschaft des Moskauer Luftfahrtinstituts, brach aber nach dem vierten Jahr ab.
Im Jahr 2015 nahm Brjuchanowa an einer politischen Sendung auf dem Fernsehsender Doschd für junge Menschen teil, die sich in der Politik versuchen wollen – dem Projekt „Präsident 2042“.
Sie hat dreimal bei Wahlen auf verschiedenen Ebenen kandidiert: 2016 wurde sie zur Gemeinderätin von Shchukino gewählt; 2019 wurde ihr die Teilnahme an den Wahlen zur Moskauer Stadtduma verwehrt, und 2021 nahm sie an den Wahlen zur Staatsduma teil.
Seit 2020 veröffentlicht sie auf ihrem YouTube-Kanal „Anastasia Bryukhanova“ Videos zu politischen und anderen gesellschaftlich relevanten Themen. Seit dem 26. April 2022 veröffentlicht der Kanal regelmäßig Videos mit Analysen von Ereignissen, die hauptsächlich mit der russischen Invasion der Ukraine zusammenhängen. Im Jahr 2022 wurde der Kanal umbenannt in Obyektiv. Anastassija Brjuchanowa ist neben Jekaterina Woropai Co-Moderatorin des Kanals.
Brjuchanowa ist Mitarbeiterin der Stiftung Stadtprojekte und leitet die Entwicklung eines föderalen Netzwerks von Zweigstellen. Im Jahr 2021 hat die Stiftung nach eigenen Angaben mehr als 30.000 Unterstützer in 162 Städten.
Sie vertritt oppositionelle Ansichten und hat auf Oppositionskundgebungen gesprochen.
Nach Beginn des umfassenden Krieges gegen die Ukraine verließ sie Russland in Richtung Georgien.
Am 12. April 2023 wurde bekannt, dass gegen Brjuchanowa ein Strafverfahren wegen „Fälschungen“ über die russische Armee eingeleitet wurde. Der Grund war ein Video, in dem die Beteiligung des russischen Militärs an den Todesfällen von Zivilisten in Butscha behauptet wurde. Aufgrund des Abkommens über die Auslieferung zwischen Russland und Georgien (das „Übereinkommen über Rechtshilfe und Rechtsbeziehungen in Zivil-, Familien- und Strafsachen“) zog sie nach Deutschland. Am 15. Juni 2023 wurde sie auf die russische bundesweite Fahndungsliste gesetzt. Am 21. Juli 2023 ordnete das Bezirksgericht Choroschewski in Moskau die Festnahme von Brjuchanowa in Abwesenheit an.
Am 27. Dezember 2023 setzte das Innenministerium der Russischen Föderation Brjuchanowa auf die internationale Fahndungsliste.

## Politische Tätigkeit
Von 2016 bis 2021 war Brjuchanowa Abgeordnete des Rates der Abgeordneten des Moskauer Stadtbezirks Shchukino, IV. Einberufung (sie wurde als Kandidatin der Partei Jabloko gewählt) und leitete den Ausschuss für Verbesserung und Wohnungswesen und Kommunalwirtschaft des Rates.
Im Jahr 2019 nahm sie an den Wahlen zur Moskauer Stadtduma der VII. Einberufung für die Partei Jabloko teil, wurde aber nicht zugelassen, weil die Wahlkommission 21 % der für die Nominierung gesammelten Unterschriften für ungültig erklärte. Brjuchanowa war eine der Kandidatinnen, die nicht zu den Wahlen zugelassen wurden, was die Proteste 2019 in Moskau auslöste.
Nachdem ihr die Zulassung verweigert worden war, legte Brjuchanowa gegen die Entscheidung der Bezirkswahlkommission Berufung bei höheren Wahlkommissionen ein, doch am 9. August 2019 traf die Zentrale Wahlkommission Russlands die endgültige Entscheidung, die Zulassung zu verweigern. Das Gericht weigerte sich, Brjuchanowas Beschwerde zu prüfen, da die 10-tägige Berufungsfrist versäumt worden sei. Die Gerichte zählten diese Frist ab dem Zeitpunkt der Entscheidung der Bezirkswahlkommission und nicht ab dem Zeitpunkt der endgültigen Entscheidung der ZEK. Im September 2019 legte Brjuchanowa beim Verfassungsgericht der Russischen Föderation Beschwerde gegen den Grundsatz „entweder ZEK oder Gericht“ ein. Am 24. März 2020 stellte sich das Verfassungsgericht der Russischen Föderation auf die Seite von Brjuchanowa und erklärte diese Regel für verfassungswidrig, merkte aber separat an, dass diese Entscheidung keine Auswirkungen auf die vergangenen Wahlen zur Moskauer Stadtduma habe.
Im Jahr 2020 wurde sie aus der Partei Jabloko ausgeschlossen, da sie zu einer Gruppe von Unterstützern von Maxim Katz gehörte.
Im Mai 2020 kündigte der Direktor der gemeinnützigen Stiftung Stadtprojekte, Maxim Katz, in seinem LiveJournal an, dass Anastassija Brjuchanowa bei den Staatsdumawahlen 2021 im Einpersonenwahlkreis Nr. 198 (der die Bezirke des Nördlichen Verwaltungsbezirks mit Ausnahme von Voykovsky, Golovinsky, Levoberezhny, Molzhaninovsky und Khovrino umfasst) kandidieren werde. Im April 2021 rief die Stiftung Stadtprojekte die Öffentlichkeit dazu auf, Brjuchanowas Kandidatur zu unterstützen (insbesondere die Parteien Jabloko und PARNAS, das Projekt Smart Voting des Teams von Alexei Nawalny).
Am 8. Mai 2021 unterstützte der ehemalige Ministerpräsident Russlands und Vorsitzende der Partei PARNAS, Michail Kasjanow, die Nominierung von Brjuchanowa. Am 15. September unterstützte auch „Smart Voting“ die Kandidatur. Der Parteitag von Jabloko hingegen unterstützte Bryukhanova nicht und nominierte stattdessen Marina Litwinowitsch im selben Wahlkreis. Bis zum Ende der Unterschriftensammlung (1. August 2021) hatte ihr Wahlkampfhauptquartier 17.919 Unterschriften gesammelt, das sind mehr als 100 % der für die Nominierung erforderlichen Unterschriften (wie auf Brjuchanowas Website angegeben, werden zusätzliche Unterschriften gesammelt, um anschließend die hochwertigsten Unterschriften auszuwählen, die der Wahlkommission vorgelegt werden). Am 3. August 2021 wurden 15.941 Unterschriften bei der Wahlkommission eingereicht.
Maxim Katz erklärte, dass mehr als 20 Millionen Rubel für das Sammeln von Unterschriften ausgegeben wurden, die durch Fundraising gesammelt wurden.
Nach Prüfung der Unterschriften registrierte die Bezirkswahlkommission Anastassija Brjuchanowa als Kandidatin für das Amt der Abgeordneten der Staatsduma. Laut dem russischen Meinungsforschungszentrum Russian Field war Anastassija Brjuchanowa am 13. September 2021 die bekannteste Kandidatin für das Amt des Abgeordneten in ihrem Wahlkreis. Nach dem offiziellen Wahlergebnis belegte Anastassija Brjuchanowa mit 23,28 % der Stimmen den zweiten Platz und unterlag damit Galina Chowanskaja, die 28,78 % der Stimmen erhielt. Nach den Ergebnissen der traditionellen Abstimmung (Papierstimmen ohne elektronische, die per elektronischer Fernwahl abgegeben wurden) lag Brjuchanowa jedoch in den Wahllokalen mit 27,14 % der Stimmen vor Chovanskaja mit 25,55 %.
Der Wahlkampfstab von Anastassija Brjuchanowa beklagte Fälschungen bei der elektronischen Stimmabgabe. So berichtete ein Vertreter des Stabs von Brjuchanowa von der Entdeckung von Wahl-Bots und beschrieb auch ein Schema für Wahlfälschungen bei der elektronischen Stimmabgabe, das auf Anomalien beim Anstieg der Unterstützung für von Sergei Sobjanin unterstützte Kandidaten in bestimmten Zeitabständen basierte. So fanden die Fälschungen laut dem Stab von Brjuchanowa in der Mittagspause am Sonntag statt. Außerdem berichteten Experten aus dem Stab von Brjuchanowa, dass durch das Verfahren der erneuten Stimmabgabe in Moskau Oppositionskandidaten etwa 250.000 Stimmen verloren hätten.
Brjuchanowa reichte eine Klage ein, mit der sie das Wahlergebnis im elektronischen Wahllokal anfocht, die jedoch abgewiesen wurde.
Im Dezember 2021 wurde eine Gruppe von Mitgliedern der Partei Jabloko aus der Partei ausgeschlossen, weil sie bei den Wahlen zur Staatsduma Anastassija Brjuchanowa anstelle von Marina Litwinowitsch unterstützt hatten, die von der Partei in diesem Wahlkreis aufgestellt worden war und nach dem Wahlergebnis den vierten Platz belegte. Die aus der Partei ausgeschlossene Gruppe bezeichnete die Situation als Spaltung und gründete die öffentliche Bewegung Jabloko, die sich die Wiederbelebung der Partei Jabloko auf der Grundlage ihrer ursprünglichen demokratischen, liberalen und menschenrechtlichen Prinzipien zum Ziel gesetzt hat. Brjuchanowa wurde eines der Mitglieder der Bewegung.
Sie nahm am Kongress der Munizipalabgeordneten teil, der am 24. und 25. Juni 2023 in Bonn stattfand.